# Alexandronectes
Alexandronectes is een geslacht van uitgestorven aquatische reptielen dat behoort tot de plesiosauriërs. Het leefde in het Laat-Krijt (Maastrichtien, ongeveer 70 miljoen jaar geleden) en zijn fossiele overblijfselen zijn gevonden in Nieuw-Zeeland.

## Naamgeving
Rond 1872 vond Alexander McKay, in de negentiende eeuw de belangrijkste opgraver van echt oude fossielen in Nieuw-Zeeland, bij de rivier de Waipara twee specimina van plesiosauriërs. Aanvankelijk dacht men dat de verschillende fragmenten toebehoorden aan twee verschillende individuen, maar een onderzoek wees in 2004 uit dat de botten aan slechts één exemplaar toebehoorden.
De typesoort Alexandronectes zealandiensis werd in 2016 benoemd door Rodrigo A. Otero, José P. O'Gorman, Norton Hiller, F. Robin O'Keefe, en  R. Ewan Fordyce. De geslachtnaam combineert de voornaam van de ontdekker met een Grieks nechtes, "zwemmer". De soortaanduiding verwijst naar het continent Zeelandië ofwel Zealandia. Het holotype bestaat uit een fragmentarische schedel gevonden in de Conwayformatie in Nieuw-Zeeland. Het draagt nog de oude inventarisnummers van de specimina: M Zfr 73 (een achterste linkeronderkaak, quadratum en squamosum) en CM Zfr 91 (een rechterdeel van een hersenpan inclusief rechterquadratum en rechtersquamosum). Het betreft een volwassen individu.

## Beschrijving
Dit dier moet vergelijkbaar zijn geweest met andere plesiosauriërs van de zuidelijke continenten, zoals Aristonectes en Kaiwhekea. Net als de laatste bezat Alexandronectes een verbreding van de pterygoïde botten die zich naar achteren uitstrekten tot de occipitale condylus, en een A-vormige boog van het squamosum in bovenaanzicht. Alexandronectes verschilde echter van die twee geslachten in de kortere vorm van de paraoccipitale uitsteeksels waarvan het uiteinde bovenaan hol is en onderaan bol, het afgeronde gewrichtsvlak op de onderkaak en de grootte van de schedel (wellicht een derde kleiner bij Alexandronectes). Het lijkt er ook op dat de vorm van de schedel van Alexandronectes het midden hield tussen de zeer lange kop van Kaiwhekea en de platte, brede van Aristonectes. Alexandronectes  heeft een hogere kam op de kop. Net als deze dieren bezat Alexandronectes waarschijnlijk een tandrij bestaande uit kleine en dunne scherpe tanden, die een soort val voor vissen vormden. Zoals alle plesiosauriërs moet ook Alexandronectes een zeer lange nek hebben gehad, een compacte, afgeplatte romp en vier peddelachtige ledematen.

## Fylogenie
Alexandronectes wordt beschouwd als een vertegenwoordiger van de elasmosauriden, een groep plesiosauriërs met een uitzonderlijk lange nek, typisch voor de Krijtzeeën. In het bijzonder lijkt Alexandronectes deel uit te maken van een clade die bekend staat als Aristonectinae, inclusief vormen met ongebruikelijke specialisaties in het gebit.